# Kecskés Pál
Kecskés Pál  (Budapest, 1895. május 18. – Budapest, 1976. június 30.) római katolikus pap, filozófiai és teológiai doktor, egyetemi tanár, a 20. század első felének jelentős magyar filozófiatörténésze. Legismertebb műve a mintegy 700 oldalas A bölcselet története főbb vonásaiban.

## Élete
Budapesten született. A Budapesti III. Kerületi Magyar Királyi Állami Főgimnáziumban tanulója. 1913-banjelesen érettségizett. Esztergomban, majd Bécsben tanult. 1917-ben szentelték pappá. Ezt követően hitoktatóként szolgált Budapesten, majd 1921-ben teológiai, 1923-ban pedig filozófiai doktorátust szerzett. 1928-tól a Budapesti Tudományegyetem hittudományi karán tanított. Két ízben (1938–1939, 1943–1944) a kar dékánjává választották. 1950-től a hittudományi kar jogutódán, a budapesti Római Katolikus Hittudományi Akadémián folytatta oktatói tevékenységét. 40 évi egyetemi tanítóság után, 73 évesen 1968-ban  tanszékvezető tanárként vonult nyugalomba. 1976-ban hunyt el Budapesten  81 évesen.

## Művei
Kecskés Pál jelentős irodalmi tevékenységet fejtett ki. Folyóiratcikkein kívül a következő művei jelentek meg nyomtatásban:
- Das Problem der sittlichen Freiheit nach Spinoza und Thomas von Aquin. Budapest, 1923.
- A házasság etikája. Budapest, 1928. (Szent István Könyvek 61.)
- A modern lélektan és a skolasztika Archiválva 2018. december 6-i dátummal a Wayback Machine-ben. Budapest, 1930.
- A bölcselet története főbb vonásaiban. Budapest, 1933. (2. átdolgozott kiadás 1944; 3. kiadás 1981, az eredeti kiadás 2001-ben reprint kiadásban is megjelent a Gede Testvérek jóvoltából, ismertetővel Tudós-Takács János látta el.)
- Mi a bölcselet? Többekkel. Budapest, 1935. (Szent Tamás könyvtár 1.)
- A keresztény társadalomelmélet alapelvei Archiválva 2018. december 6-i dátummal a Wayback Machine-ben. Budapest, 1938.
- Az ember lelke. 8 előadás Archiválva 2018. december 6-i dátummal a Wayback Machine-ben. Budapest, 1943. (Szent Tamás könyvtár 7.)
- A középkor esztétikája. Budapest, 1943. (Esztétikai füzetek 11.)
- Etika. 1. évfolyamos jegyzet. Budapest, 1944. (A Magyar Királyi József nádor Közgazdasági Egyetem szociális tanfolyama)
- A keresztény társadalom-szemlélet irányelvei. Budapest, 1944.
- Szent Ágoston breviárium. Összeáll. és ford. Budapest, 1960.
- A lelki élet mesterei írásaiból. Válogatta. Budapest, 1963.
- Az erkölcsi élet alapjai Archiválva 2018. december 6-i dátummal a Wayback Machine-ben. Budapest, 1967.
- Lélekben és igazságban. Lelki kalauz. Budapest, 1976.